# Quadricalcarifera marginalis
Quadricalcarifera marginalis är en fjärilsart som beskrevs av Matsumura 1925. Quadricalcarifera marginalis ingår i släktet Quadricalcarifera och familjen tandspinnare. Inga underarter finns listade.